# زوران کنزویچ
زوران کنزویچ (صربی: Zoran Knežević؛ زادهٔ ۱۵ اوت ۱۹۸۶) یک بازیکن فوتبال اهل صربستان و مونته نگرو است.